# آبي ستارك
آبي ستارك (بالإنجليزية: Abe Stark)‏ هو سياسي أمريكي، ولد في 16 سبتمبر 1893، وتوفي في 2 يوليو 1972.